# Szügy
Szügy (slovakiska: Sudice) är en ort (by) i provinsen Nógrád i norra Ungern. Orten har 1 377 invånare (2024), på en yta av 19,50 km². Den ligger cirka 5 kilometer sydost om Balassagyarmat.